# 伊東祐充
伊東 祐充（いとう すけみつ）は、戦国時代の武将、日向国の戦国大名。日向伊東氏9代（伊東氏14代）当主。伊東義祐、祐吉は同母弟。
父・尹祐は晩年北郷氏との抗争に没頭し、北原氏を味方につけ優位に立ち、ついに野々美谷城攻城戦に勝利したが、大永3年（1523年）に急死した。このため若年の祐充が家督を継いだ。叔父・祐梁も尹祐の死から一月後に病死したため、外祖父の福永祐炳を始めとする外戚福永氏が国政を牛耳るようになった。
この頃の伊東氏は日向南部を掌握しており、都之城を拠点とする北郷氏との抗争を続けていた。北郷氏は本家・島津氏と同盟し勢力の挽回を図るが、尹祐の代に築いていた伊東氏の優位は変わらなかったが、祐充は野々美谷城の割譲と北郷忠相の娘を娶ることを条件に北郷氏と和睦する。大永8年/享禄元年（1528年）には新納氏を攻撃した。
伊東氏の勢威は祐充の時代に大いに盛んになったが、家中は不安定であり、福永氏の専横に対し、家臣の稲津重由による「若キ衆」内紛が勃発している。このような中、享禄4年（1531年）、北郷氏は島津氏と北原氏を味方につけ伊東氏との抗争を再開し、三俣院高城で合戦に及ぶが伊東氏は大敗することになった。
祐充は天文2年（1533年）に病死した。祐充の死後、福永氏の専横を憎む祐充の叔父・伊東祐武による反乱が勃発し、福永祐炳ら福永一族4人が自害に追い込まれた（伊東武州の乱）。